# Glenea albovittata
Glenea albovittata é uma espécie de besouro da família Cerambycidae. Foi descrito por Stephan von Breuning em 1956.